# Edilson Chica
Edilson Chica Chica (25 de diciembre de 1977) es un deportista colombiano que compite en bochas adaptadas. Ganó dos medallas en los Juegos Paralímpicos de París 2024.

## Palmarés internacional
| Juegos Paralímpicos | Juegos Paralímpicos | Juegos Paralímpicos | Juegos Paralímpicos      |
| Año                 | Lugar               | Medalla             | Prueba                   |
| ------------------- | ------------------- | ------------------- | ------------------------ |
| 2024                | París (Francia)     | Medalla de oro      | Dobles BC4 mixto         |
| 2024                | París (Francia)     | Medalla de plata    | Individual BC4 masculino |